# Hrvoje Vukčić Hrvatinić

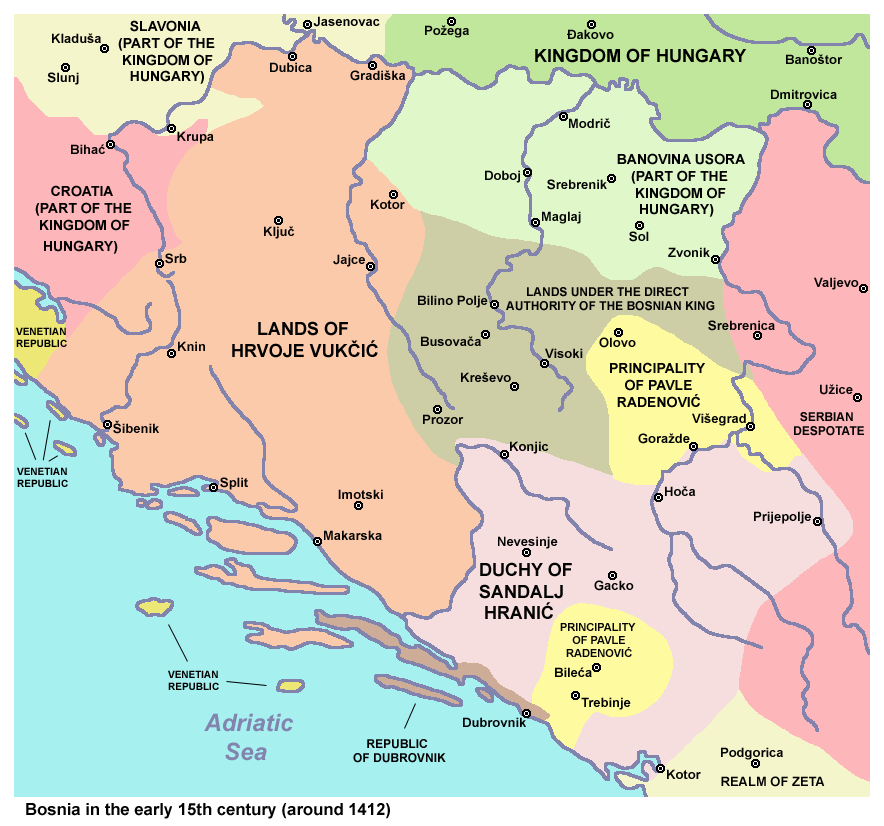
Le royaume de Hrvoje Vukčić au début du XVe siècle

Hrvoje Vukčić Hrvatinić (né vers 1350 à Kotor Varoš - mort en 1416) était grand duc de Bosnie et duc de Split. Il appartenait à la puissante dynastie Bosniaque des Hrvatinić. En 1403, il fut l'éphémère régent de Hongrie, de Croatie et de Dalmatie. Il fut également un membre éminent de l'Église bosnienne.

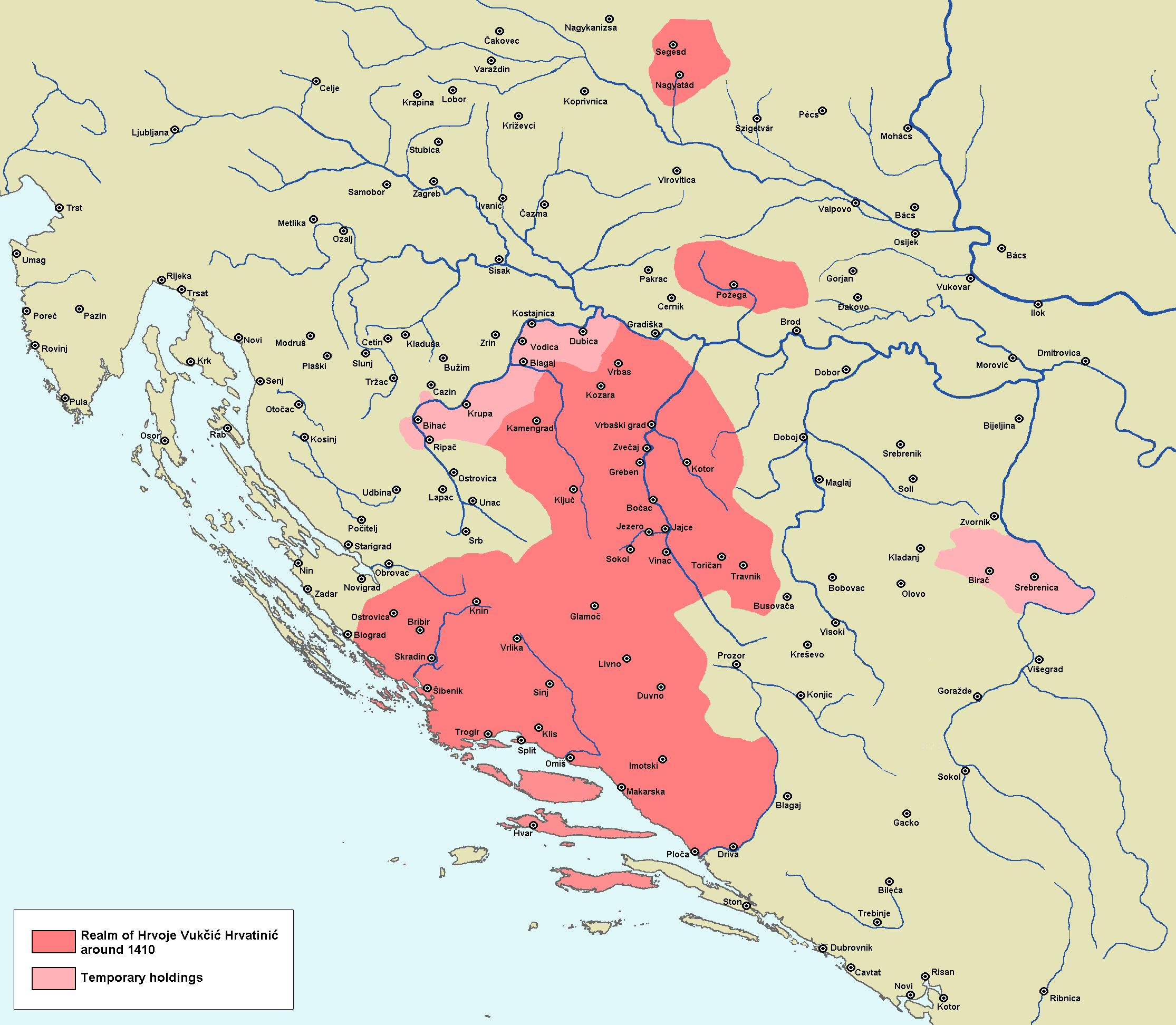
Les terres de Hrvoje Vukčić Hrvatinić (vers 1410)

Il entra par la suite en conflit avec le roi Ostoja, au point qu'en 1404, il prit part à une conjuration visant à le déposer pour mettre sur le trône Tvrtko II. Hrvoje combattit en Hongrie aux côtés du prétendant Tvrtko II, mais après une série de victoires de Sigismond en 1408 et le massacre de l’armée bosniaque qui s'ensuivit, Hrvoje n'eut plus d'autre choix que de se soumettre à Sigismond. Mais les succès hongrois en Bosnie et la retour au pouvoir d'Ostoja avaient fortement affaibli sa position politique : il perdit le contrôle sur les terres qu'il administrait avec la ville de Split ; aussi en appela-t-il à l’Empire ottoman. Mais si l'armée hongroise fut défaite en 1415 à Lašva, ses nouveaux alliés n'entendaient arrêter là leur expansion en Bosnie. Hrvoje mourut l'année suivante et sa veuve Helena Nelipčić épousa le roi Ostoja.